# 安阳郡
安阳郡，中国南北朝时设置的郡。
- 北魏永安三年（530年）置安阳郡，为郢州治。治所在安阳县（今河南正阳县西南陡沟镇）。辖境相当今河南正阳县地。东魏天平四年（537年）废安阳郡。
- 北魏置安阳郡，属秦州。治所在安阳县（今甘肃秦安县东北安伏乡）。辖境约今甘肃省秦安县北部一带。下辖安阳县、乌水县。隋文帝开皇三年（583年）废安阳郡，地入交州，隋炀帝时属陇西郡。
- 北魏置安阳郡，治今河南省沁阳市西，属恒州。辖境相当今河南省沁阳市一带，後废。